# Комаровка (Омская область)
Комаровка — деревня в Тевризском районе Омской области России. Входит в состав Петровского сельского поселения.

## История
Деревня Камаровка было основано в 1912 году. По данным 1928 года в деревне имелось 44 хозяйства и проживало 252 человека (в основном — бухарцы). В административном отношении Камаровка входила в состав Кипо-Куларовского сельсовета Тевризского района Тарского округа Сибирского края.

## География
Деревня находится в северной части Омской области, к югу от реки Иртыш, на расстоянии примерно 24 километров (по прямой) к западу от посёлка городского типа Тевриз, административного центра района. Абсолютная высота — 60 метров над уровнем моря.

### Часовой пояс
Деревня Комаровка, как и вся Омская область, находится в часовой зоне МСК+3. Смещение применяемого времени относительно UTC составляет +6:00.

## Население
| 1926 | 2010 |
| ---- | ---- |
| 252  | ↘37  |

Гендерный состав
По данным Всероссийской переписи населения 2010 года в гендерной структуре населения мужчины составляли 56,8 %, женщины — соответственно 43,2 %.
Национальный состав
Согласно результатам переписи 2002 года, в национальной структуре населения русские составляли 54 %, татары — 44 %.

## Улицы
Уличная сеть деревни состоит из одной улицы (ул. Комаровка).

## Люди связанные с селом
- Потанин, Николай Иванович (1937—2018) — советский и российский передовик нефтеперерабатывающего производства, Герой Социалистического Труда (1973).